# Outer Banks (televíziós sorozat)
Az Outer Banks egy amerikai akció-kaland, rejtély, és tinidráma műfajába tartozó sorozat, amelyet Josh Pate, Jonas Pate, és Shannon Burke mutatott be a Netflixen 2020. április 15-én. 2020 júliusában a sorozatot meghosszabbították egy második évadra, amelynek premierje 2021. július 30-án volt. A sorozat harmadik évada 2023. 02. 23.-tól már megtekinthető a streaming platformon.És  van 4 évad jött ki 2024-ben.

## Szereplők

### Főszereplők
| Színész         | Szereplő            | Magyar hang        |
| --------------- | ------------------- | ------------------ |
| Chase Stokes    | John B Routledge    | Márkus Sándor      |
| Madelyn Cline   | Sarah Cameron       | Györfi Anna        |
| Madison Bailey  | Kiara "Kie" Carrera | Antóci Dorottya    |
| Jonathan Daviss | Pope Heyward        | Kenéz Ágoston      |
| Rudy Pankow     | JJ Maybank          | Miller Dávid       |
| Austin North    | Topper Thorton      | Dér Zsolt          |
| Charles Esten   | Ward Cameron        | László Zsolt       |
| Drew Starkey    | Rafe Cameron        | Czető Roland       |
| Carlacia Grant  | Cleo                | Bogdányi Titanilla |

### Mellékszereplők
| Színész            | Szereplő              | Magyar hang          |
| ------------------ | --------------------- | -------------------- |
| Adina Porter       | Peterkin seriff       | Balogh Anna          |
| Cullen Moss        | Shoupe serifhelyettes | Harmath Imre         |
| Julia Antonelli    | Wheezie Cameron       | Hermann Lilla        |
| Caroline Arapoglou | Rose Cameron          | Bertalan Ágnes       |
| E. Roger Mitchell  | Heyward               | Törköly Levente      |
| CC Castillo        | Lana Grubbs           | Kiss Erika           |
| Chelle Ramos       | Plumb serifhelyettes  | Hay Anna             |
| Brian Stapf        | Cruz                  | Varga Rókus          |
| Deion Smith        | Kelce                 | Berkes Bence         |
| Nicholas Cirillo   | Barry                 | Fülöp Tamás          |
| Gary Weeks         | Luke Maybank          | Csík Csaba Krisztián |
| Elizabeth Mitchell | Carla Limbrey         | Horváth Lili         |
| Carlacia Grant     | Cleo                  | Bogdányi Titanilla   |

A szinkront a Mafilm Audio készítette.

## Epizódok
Az Outer Banks epizódjainak listája
| Évad | Évad | Epizódok          | Eredeti sugárzás  | Magyar sugárzás   | Adó |
| ---- | ---- | ----------------- | ----------------- | ----------------- | --- |
|      | 1.   | 10                | 2020. április 15. | 2020. április 15. |     |
|      | 2.   | 10                | 2021. július 30.  | 2021. július 30.  |     |
|      | 3.   | 10                | 2023. február 23. | 2023. február 23. |     |
|      | 4.   | 5                 | 2024. október 10. | 2024. október 10. |     |
| 5    | 4.   | 2024. november 7. | 2024. november 7. |                   |     |

## Fogadtatás

### Díjak és jelölések
| Év   | Díj                    | Kategória                    | Jelölt(ek)                    | Eredmény | Forrás(ok) |
| ---- | ---------------------- | ---------------------------- | ----------------------------- | -------- | ---------- |
| 2020 | People's Choice Awards | Az év műsora                 | Outer Banks                   | Jelölve  | [ 3 ]      |
| 2020 | People's Choice Awards | Az év drámaműsora            | Outer Banks                   | Jelölve  | [ 3 ]      |
| 2020 | People's Choice Awards | Az év darálásra méltó műsora | Outer Banks                   | Elnyerte | [ 3 ]      |
| 2020 | People's Choice Awards | Az év férfi tévés sztárja    | Chase Stokes                  | Jelölve  | [ 3 ]      |
| 2020 | People's Choice Awards | Az év dráma-sztárja          | Chase Stokes                  | Jelölve  | [ 3 ]      |
| 2021 | MTV Movie & TV Awards  | Legjobb csók                 | Chase Stokes és Madelyn Cline | Elnyerte | [ 4 ]      |